# معصوم‌آباد (بخش مرکزی مرودشت)
معصوم‌آباد (مرودشت)، روستایی از توابع بخش مرکزی شهرستان مرودشت در استان فارس ایران است که دارای تاریخی کهن است این دهستان در مجاورت کوه میان قلعه قرار دارد که این کوه داری آثار باستانی فروان وتمدن اصیلی بوده

## جمعیت
این روستا در دهستان رودبال قرار دارد و براساس سرشماری مرکز آمار ایران در سال ۱۳۸۵، جمعیت آن ۳۹۰ نفر (۱۰۶خانوار) بوده‌است.